# アリッサ・ホワイト＝グラズ
アリッサ・ホワイト＝グラズ（Alissa White-Gluz、1985年7月31日 - ）は、カナダ・ケベック州・モントリオール出身のヘヴィメタルミュージシャン（ボーカリスト）。現在は、スウェーデンのメロディックデスメタルバンド「アーチ・エネミー」のボーカリストとして活動している。
カナダのメタルコアバンド「ジ・アゴニスト」の結成メンバーであり、アーチ・エネミー加入前まで在籍していた。カナダのフランス語圏のケベック州出身であるが、フランス語は第二言語、母国語は英語である。

## 略歴
ヘヴィメタルに初めて触れたのは16歳から17歳の頃で、初めて聞いたのは、アーチ・エネミーの『Wages of Sin』。それまでは、パンク・ロックを中心に聴いており、メタルに触れる機会はなかったと述べている。
2004年に、ダニー・マリノ (G)、クリストファー・ケルズ (B)と共に、ジ・アゴニスト(The Agonist)を結成。その後、ジ・アゴニストで活動し、3枚のアルバムに参加した。この活動を通して、アーチ・エネミーのアンジェラ・ゴソウらと親交を持つようになる。その後、アーチ・エネミーを脱退することが決まったアンジェラから後任に推され、アーチ・エネミーとのスタジオ・セッションを経て、正式加入が決定した。この交代は、2014年3月17日に発表された。これと日を同じくして、ジ・アゴニストからの脱退も発表された。同年リリースの9thアルバム『War Eternal』より、音源に参加する。
2015年に行われたあるインタビューで、ホワイト=グラズは、ジ・アゴニストの他のメンバーによってバンドから追い出され、バンドに関係するあらゆる事柄から強制的に締め出されていたことを明らかにした。彼女はこの件に関して、次のように語っている。
”ジ・アゴニストとしてヨーロッパツアーを行ってた時は知る由もなかったけど、ジ・アゴニストの奴らはぬけぬけと嘘をつきながら、裏ではコソコソと私の後任を探してたんですよ。あいつら、ヨーロッパツアーが終わるまでは待ってたみたいです。ヨーロッパツアーは地方を回るようなやつで、最後のライヴは確か2013年の12月7日だったかな。ライヴを終えた次の日、あいつらみんなで家まで来て、私をバンドから追い出して、顔に唾を吐きかけて、Eメールのアカウントにもログインできないようにしたんです。ああ、本当にクソみたいな騒動だった。その次の週は、もうすっかりパニックになりながら、とにかく自分のアカウントにアクセスできないか試してたし、10年以上もかけて築き上げてきた自分のバンドが、いまや私の手から完全に奪い取られてしまったんだって思ったら本当にショックで。10年って、当時の私にとっては人生の3分の1以上ですからね。それが、この移籍で一番辛かった事です。アーチ・エネミーに加入するのも、そのことを秘密にしておくのも辛くありませんでしたよ。アーチエネミーサイドは完全にプロフェッショナルな対応だったし、スムーズでした。でも、残念な事にあいつらはそうじゃなかった。とても大変な状況だったし、それこそが今でも私が本当に戦い続けてる事なんです。”
ゲストメンバー（セッションメンバー）として、ブラックガード、ディレイン、キャメロット、ナイトウィッシュ、Slaves on Dope、Synastry、Erimhaといったバンドのアルバムやライヴに参加したことがある。
デスヴォイスとソプラノヴォイスを併用する歌唱スタイルを用いている。しかしながら、アーチ・エネミー初参加となったアルバム『War Eternal』では同バンドの従来のスタイルに則り、ソプラノヴォイスを封印し、デスヴォイスのみで歌唱している。

## ディスコグラフィー

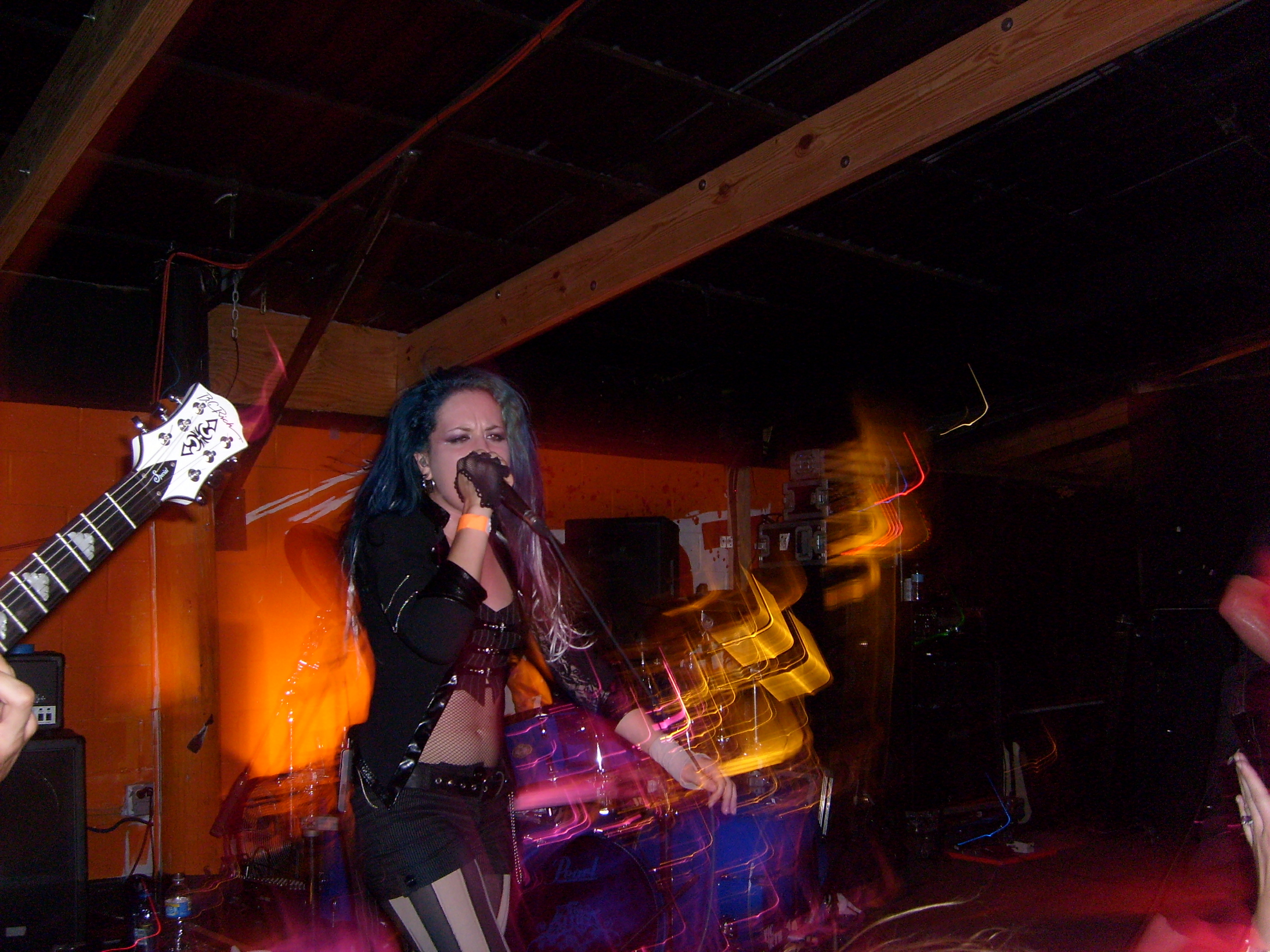
ジ・アゴニスト在籍時 (2009年)

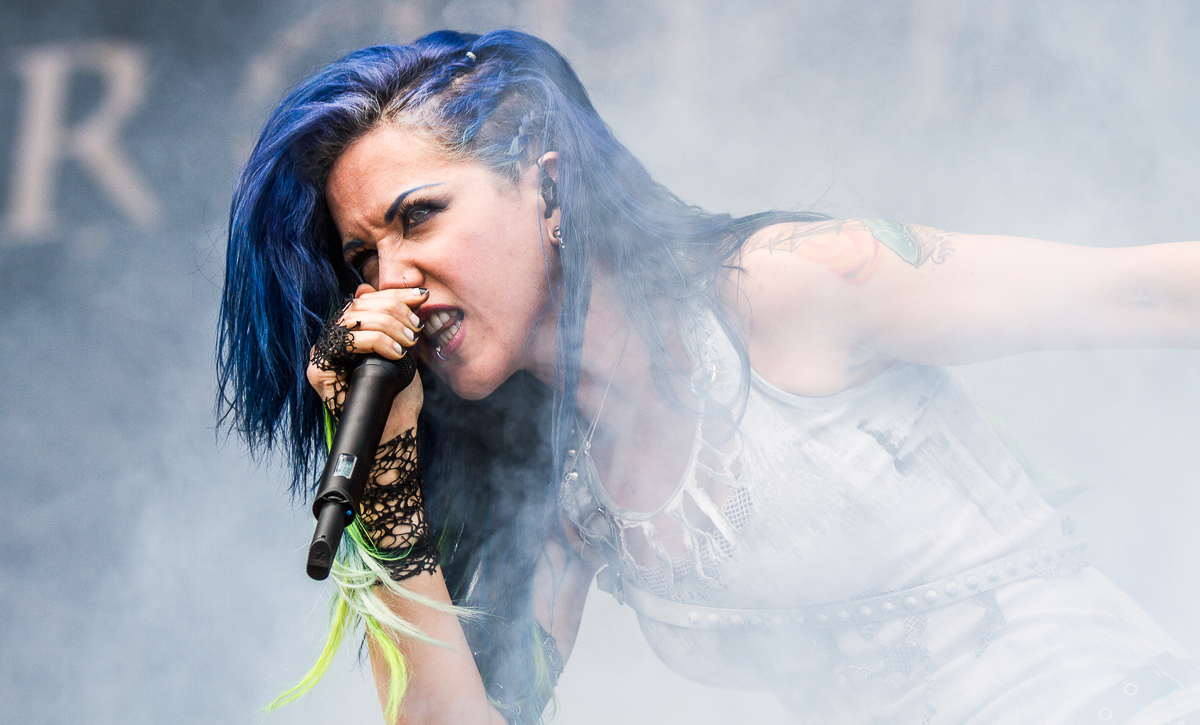
アーチ・エネミー在籍時 (2014年)

### アーチ・エネミー
- 2014年 War Eternal (Single)
- 2014年 War Eternal
- 2017年 Will to Power
- 2022年 Deceivers

### ジ・アゴニスト
- 2007年 Once Only Imagined
- 2009年 Lullabies for the Dormant Mind
- 2011年 The Escape (EP)
- 2012年 Prisoners

### ゲスト参加
- 2008年 Synastry - Blind Eyes Bleed
- 2009年 Blackguard - Profugus Mortis
- 2010年 Erimha -  Irkalla
- 2012年 Kamelot - Sacrimony
- 2012年 Kamelot - Silverthorn
- 2012年 Slaves on Dope - Over the Influence
- 2013年 Nightwish - Showtime, Storytime (DVD)
- 2014年 Delain - The Human Contradiction
- 2018年 Angra - Black Widow's Web
- 2019年 Kane Roberts - Beginning Of The End
- 2019年 BABYMETAL - Distortion (feat. Alissa White-Gluz)
- 2023年 Nita Strauss - The Wolf You Feed